# Суворов (фільм)
«Суворов» — радянський художній історико-біографічний фільм знятий в 1940 році (прем'єра — 23 грудня 1941 року) режисерами Всеволодом Пудовкіним і Михайлом Доллером.

## Сюжет
Фільм розповідає про полководця російської імператорської армії, генерал-фельдмаршала Олександра Васильовича Суворова. У фільмі демонструються епізоди з життя полководця в період 1794-1799 років.
Починається фільм з польської кампанії (після бою під Сокулкою), що було дуже актуально після недавнього вторгнення радянсько-німецьких військ в Польщу в 1939 році.
Далі демонструються протистояння генерал-фельдмаршала з Павлом I, повернення на службу із заслання в Кончанськом селі й відправленням у швейцарський похід, під час якого в штабі Суворова виявляється шпигун, його викривають і розстрілюють без суду. Закінчується фільм сценою штурму Чортового моста у Готтарді.

## Нагороди
За зйомки та режисуру фільму режисери Пудовкін й Доллер були нагороджениі Сталінськими преміями (1941)

## У ролях

### Акторський склад
| Актор               | Роль                           |
| ------------------- | ------------------------------ |
| Микола Черкасов     | Олександр Васильович Суворов   |
| Аполлон Ячницький   | Павло I                        |
| Михайло Астангов    | Олексій Андрійович Аракчеєв    |
| Всеволод Аксьонов   | Петро Іванович Багратіон       |
| Сергій Кілігін      | Мещерський                     |
| Олександр Ханов     | Платонов                       |
| Георгій Ковров      | Прохор Дубасов                 |
| Олександр Антонов   | Тюрин                          |
| Юрій Домогаров      | Матвій Іванович Платов         |
| Олександр Смирнов   | Олексій Іванович Горчаков      |
| Галина Фролова      | Селянка                        |
| Анатолій Соловйов   | Іван Синиця                    |
| Галина Кравченко    | Лопухіна                       |
| Олександр Пелевін   | Тур                            |
| Євген Гуров         | Франц фон Вейротер             |
| Володимир Марута    | Толбухин                       |
| Володимир Дорофєєв  | Авдеіч                         |
| Олександра Данилова | Селянка                        |
| Єлизавета Кузюріна  | Жінка                          |
| Федір Іванов        | Єгорка                         |
| Микола Арський      | Михайло Андрійович Милорадович |
| Анатолій Папанов    | Солдат                         |